# Shirakawa (Tennō)
Shirakawa (jap. 白河天皇, Shirakawa-tennō; * 7. Juli 1053 in Kyōto; † 24. Juli 1129 ebenda) war der 72. Tennō von Japan (18. Januar 1073–5. Januar 1087). Sein Eigenname war Sadahito (貞仁). 
Er war der Sohn des Go-Sanjō-tennō, der die Macht auch nach seiner Abdankung noch innehatte. Nach seiner Regierungszeit zog er sich 1087 in ein buddhistisches Kloster als Mönch zurück. Ab dann nannte man ihn Hōō (法王), was „religiöser König“ auf Japanisch bedeutet. Allerdings übte er weiterhin Einfluss auf seinen Nachfolger Horikawa aus und regierte so faktisch bis zu seinem Tod.
Eine derartige Zeit ist unter dem Namen Insei-System (Klosterherrschaft) bekannt. Sein Vater, der Go-Sanjō-tennō, führte diese Form ein, um den Einfluss des Adels am Hof zu schwächen. Die Klosterherrschaft Shirakawas begann, als er seinen Sohn den Thron besteigen ließ, und dauerte die Regierungszeiten seines Sohnes, des Horikawa-tennō, und seines Enkels, des Toba-tennō, an, die beide sehr jung den Thron bestiegen.
Nach seinem Tod übernahm sein Enkel Kaiser Toba die Macht, der den Thron bereits innehatte.